# Tangled Hearts
Tangled Hearts (en español, Corazones enredados) es una película muda estadounidense de 1916, dirigida por Joe De Grasse y protagonizada por Lon Chaney.

## Reparto
- Louise Lovely - Vera Lane
- Agnes Vernon - Lucille Seaton
- Lon Chaney - John Hammond
- Marjorie Ellison - Enid Hammond
- Hayward Mack - Montgomery Seaton
- Jay Belasco - Ernest Courtney
- Georgia French - Niña
- Colin Chase (como Bud Chase) - John Dalton

## Trama
Montgomery Seaton, en lugar de centrarse en su matrimonio, parece más interesado en los asuntos de sus amigas. Una de ellas es la señora Hammond, que, siendo adolescente, tuvo una aventura con él, quedando embarazada. La niña que nació fue confiada a una niñera, que durante estos años la crio como suya. Pero la mujer ha muerto y la señora Hammond, buscando una solución, intenta convencer a Seaton para que reconozca su paternidad fuera del matrimonio.
Pero John Hammond, su esposo, encuentra una carta al respecto que lo hace sospechar una infidelidad actual de su mujer, creyendo que lo está traicionando con Seaton. Celoso, termina disparando al supuesto rival y golpeando a su esposa. La esposa de Seaton también llega, igualmente celosa. La señora Hammond debe admitir que es la madre de la niña, resolviendo así la situación.

## Conservación
Producida y distribuida por Bluebird Photoplay Inc., se estrenó en los cines estadounidenses el 2 de abril de 1916. La película está perdida en su mayor parte, conservándose tan solo un fragmento de tres minutos en una colección privada.